# Thomas Frühwirth
Pour les articles homonymes, voir Frühwirth.
Thomas Frühwirth ou Fruehwirth né le 12 août 1981 à Edelsbach est un triathlète handisport autrichien, il pratique également le paracyclisme.

## Biographie
Thomas Frühwirth est né dans une ferme du sud-est de la Styrie ; il a trois frères. À l'âge de 15 ans, il commence le sport d'enduro. Il effectue un apprentissage de mécanicien automobile et d'électricien automobile et travaille en développement chez Steyr Daimler Puch, puis chez le fabricant de motos KTM AG. En 2004 alors qu'il rentre de vacances, il a un accident de moto en Pologne. Il en résulte une paraplégie incomplète.

## Carrière sportive
Thomas Frühwirth est actif dans le handisport depuis 2008, principalement dans le paratriathlon, qui consiste en une course de natation, une course de vélo à main et une autre course en fauteuil roulant ou à pied, en fonction du type de handicap.
En 2010, 2011 et 2015, il est plusieurs fois vainqueur de compétitions de paraduathlon et du championnat du monde d'Ironman pour le triathlon. En 2014, Manfred Putz et lui ont remporté le Race Across America dans la catégorie Handbike.
En 2016, Frühwirth est sélectionné pour les Jeux paralympiques d'été à Rio de Janeiro pour les épreuves de cyclisme. Il participe à la course sur route, au contre-la-montre individuel et au relais en équipe. Il remporta la médaille d’argent au contre-la-montre individuel.
Aux championnats d'Europe de triathlon de Kitzbühel en juin 2017, Frühwirth  remporte la médaille d'argent pour l'Autriche Début septembre 2017, il a établi un nouveau record du monde de paratriathlon en 7 h 48 à l'Austria-Triathlon à Podersdorf am See sur distance ironman. Il est à cette occasion plus rapide que le vainqueur valide.
En 2020, Frühwirth est sélectionné pour les Jeux paralympiques de Tokyo 2020 au Japon pour les épreuves de cyclisme sur le circuit du Mont Fuji, le Fuji Speedway. Il participe à la course sur route, au contre-la-montre individuel et au relais en équipe. Il remporta la médaille d’argent au contre-la-montre individuel, et une deuxième médaille d'argent à la course sur route.
Thomas Frühwirth remporte la catégorie HC (Handcycle) des Physically Challenged, lors des éditions 2021, 2022 et 2023 des championnats du monde d'Ironman et établit le record du parcours sur l'épreuve d'Hawaï, des triathlètes handisports.

## Palmarès sportif

### Palmarès en paracylisme
| Année | Compétition                                     | Pays       | Position           |
| ----- | ----------------------------------------------- | ---------- | ------------------ |
| 2024  | Championnats du monde de paracyclisme sur route | Suisse     | Médaille d'or      |
| 2024  | Jeux paralympiques de Paris 2024                | France     | Médaille d'argent  |
| 2023  | Championnats du monde de paracyclisme sur route | Écosse     | Médaille de bronze |
| 2022  | Championnats du monde de paracyclisme sur route | Canada     | Médaille d'argent  |
| 2021  | Jeux paralympiques de Tokyo 2020                | Japon      | Médaille d'argent  |
| 2021  | Championnats du monde de paracyclisme sur route | Portugal   | Médaille d'argent  |
| 2019  | Championnats du monde de paracyclisme sur route | Pays-Bas   | Médaille de bronze |
| 2016  | Jeux paralympiques de Rio 2016                  | Brésil     | Médaille d'argent  |
| 2015  | Championnats du monde de paracyclisme sur route | Suisse     | Médaille de bronze |
| 2014  | Championnats du monde de paracyclisme sur route | États-Unis | Médaille de bronze |

### Palmarès en paratriathlon
Le tableau présente les résultats les plus significatifs (podium) obtenus sur le circuit national et international de paratriathlon depuis 2010.
| Année                                | Compétition                                     | Pays              | Position          | Temps           |
| ------------------------------------ | ----------------------------------------------- | ----------------- | ----------------- | --------------- |
| 2023                                 | Physically Challenged (Ironman) 2023 (HC)       | France            | Médaille d'or     | 9 h 43 min 21 s |
| 2022                                 | Physically Challenged (Ironman) 2022 (HC)       | États-Unis        | Médaille d'or     | 8 h 15 min 39 s |
| 2022                                 | Physically Challenged (Ironman) 2021 (HC)       | États-Unis        | Médaille d'or     | 9 h 29 min 35 s |
| 2017                                 | Championnats d'Europe de triathlon PTWC-H2      | Autriche          | Médaille d'argent | 1 h 2 min 42 s  |
| 2017                                 | Championnat d'Autriche de paratriathlon PTWC-H2 | Autriche          | Médaille d'or     | 58 min 5 s      |
| 2017                                 | Triathlon longue distance Podersdorf            | Autriche          | Médaille d'or     | 7 h 48 min 36 s |
| 2015                                 | Physically Challenged (Ironman 70.3) (PC)       | Autriche          | Médaille d'or     | 4 h 53 min 35 s |
| 2013                                 | Physically Challenged (Ironman) (HC)            | États-Unis        | Médaille d'or     | 9 h 2 min 55 s  |
| 2011                                 | Championnat du monde de paraduathlon TR1        | Espagne           | Médaille d'or     | 58 min 44 s     |
| 2010                                 |                                                 |                   |                   |                 |
| Physically Challenged (Ironman) (HC) | États-Unis                                      | Médaille d'argent | 10 h 13 min 27 s  |                 |

## Filmographie
Le cinéaste autrichien Christian Goriupp a tourné avec One Man Show - Les deux faces de la médaille un documentaire de 40 minutes sur Frühwirth, dont l'avant-première a lieu en octobre 2016.